# Бачвище
Бачвище (на сръбски: Бачвиште или Bačvište) е село в Югоизточна Сърбия, Пчински окръг, община Владичин хан.

## Население
Според преброяването на населението от 2011 г. селото има 40 жители.

### Етнически състав
Данните за етническия състав на населението са от преброяването през 2002 г.
- сърби – 63 жители
- руснаци – 2 жители